# Якуба, Роман Юрьевич
Роман Юрьевич Якуба (укр. Роман Юрійович Якуба; род. 23 апреля 2001, Львов) — украинский футболист, защитник любинского «Заглембе».

## Карьера

### «Валмиера»

#### Начало карьеры
Начинал заниматься футболом в львовской Сиховской гимназии. На любительском уровне футболист выступал в львовском клубе «Опир», откуда потом в 2014 году перебрался в структуру «Львова». В 2016 году футболист футболист перешёл в академию донецкого «Шахтёра», где выступал на юношеском и молодёжном уровнях. В июле 2021 года футболист на правах свободного агента перешёл в латвийскую «Валмиеру», заключив контракт до конца 2024 года. Также футболист сообщал о интересе со стороны российского «Сочи», однако тот отказался от перехода. Дебютировал за клуб футболист 4 августа 2021 года в матче против клуба «Лиепая», выйдя на поле в стартовом составе. За сезон футболист провёл несколько матчей в составе латвийского клуба, результативными действиями не отличившись. По итогу сезона футболист вместе с клубом стал серебряным призёром чемпионата.

#### Сезон 2022
В начале 2022 года футболист приступил к подготовке к новому сезону с латвийским клубом. Новый сезон футболист начал 12 марта 2022 года с матча против «Риги», выйдя на поле в стартовом составе. Дебютным забитым голом за клуб футболист отличился 23 апреля 2022 года в матче против клуба «Супер Нова». В июле 2022 года футболист вместе с клубом отправился на квалификационные матчи Лиги конференций УЕФА. Первый матч в рамках еврокубкового турнира футболист сыграл 21 июля 2022 года в матче против северомакедонского клуба «Шкендия», в котором отличился результативной передачей. На протяжении сезона футболист выступал за клуб в роли одного из ключевых игроков, отличившись забитым голом и 4 результативными передачами во всех турнирах. По итогу сезона футболист вместе с клубом стал победителем чемпионата.

#### Аренда в «Пущу»

##### Сезон 2022/23
В январе 2023 года футболист на правах арендного соглашения присоединился к польскому клубу «Пуща», до конца сезона с опцией выкупа. Дебютировал за клуб футболист 11 февраля 2023 года в матче против жешувской «Стали», выйдя на замену на 75 минуте. По итогу сезона футболист вместе с клубом завершил основной этап Первой лиги на пятом итоговом месте отправился в раунд плей-офф за выход в Экстракласу. В полуфинальном матче 6 июня 2023 года вместе с клубом выиграл краковскую «Вислу». В финале 11 июня 2023 года футболист вместе с клубом победил клуб «Брук-Бет Термалика» и тем самым помог клубу впервые, ровно за 100 лет своего существования, попасть в элитный дивизион. Всего за польский клуб футболист успел отличился 2 результативными передачами. По окончании срока арендного футболист соглашения покинул клуб.

##### Сезон 2023/24
В июле 2023 года футболист вновь присоединился к польскому клубу, который продлил арендное соглашение с футболист ещё на сезон, также включив опцию возможного выкупа. Первый матч в новом сезоне футболист сыграл 23 июля 2023 года в матче против клуба «Видзев», выйдя на поле в стартовом составе, также отличившись своей первой голевой передачей. Первым в сезоне забитым голом за клуб футболист отличился 10 ноября 2023 года в матче против познанской «Варты». По итогу сезона футболист вместе с клубом завершил чемпионат на итоговом двенадцатом месте в турнирной таблице. На протяжении сезона футболист выступал за польский клуб в роли одного из ключевых игроков, отличившись 4 голами и 3 голевыми передачами в рамках польского чемпионата.

### «Пуща»
В мае 2025 года «Пуща» активировала опцию выкупа футболиста, с которым подписали контракт до июля 2026 года. Первый матч в новом сезоне за клуб футболист сыграл 19 июля 2024 года против белостокской «Ягеллонии», выйдя на поле в стартовом составе. Первыми в сезоне забитыми голами за клуб футболист отличился 16 августа 2024 года в матче против гданьской «Лехии», записав в свой актив дубль. Вместе с клубом футболист дошёл до полуфинала Кубка Польши, где 1 апреля 2025 года уступили щетинской «Погони». По итогу сезона футболист вместе с клубом завершил чемпионат на итоговом последнем месте, вылетев в Первую лигу. На протяжении сезона футболист выступал за клуб в роли одного из ключевых игроков, отличившись 3 забитыми голами и голевой передачей во всех турнирах.

### «Заглембе» Любин
В июле 2025 года футболист перешёл в любинский клуб «Заглембе», подписав двухлетний контракт.

## Международная карьера
В январе 2017 года начал выступать в юношеской сборной Украины до 16 лет. В ноябре 2017 года вместе с юношеской сборной Украины до 17 лет отправился на квалификационные матчи юношеский чемпионат Европы до 17 лет. В ноябре 2018 года начал выступать в юношеской сборной Украины до 18 лет, в составе которой дважды носил капитанскую повязку. В ноябре 2019 года начал представлять юношескую сборную Украины до 19 лет, вместе с которой отправился на квалификационные матчи юношеский чемпионат Европы до 19 лет. В ноябре 2022 года футболист получил вызов в молодёжную сборную Украины. Дебютировал за сборную 21 ноября 2022 года в товарищеском матче против Грузии.

## Достижения
«Валмиера»
- Чемпион Латвии: 2022